# GAZ-60

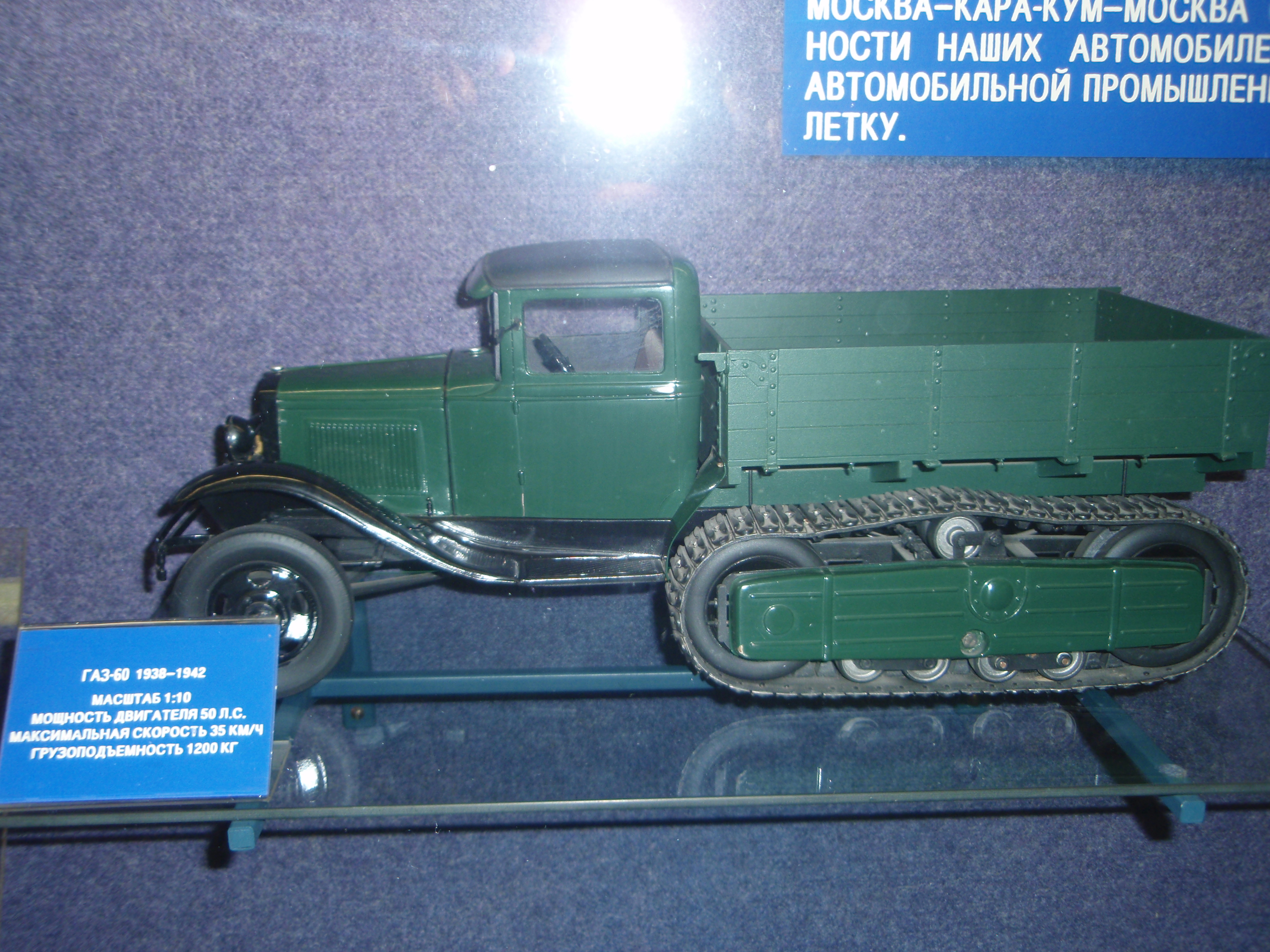
Modell eines GAZ-60, ausgestellt im Polytechnischen Museum in Moskau

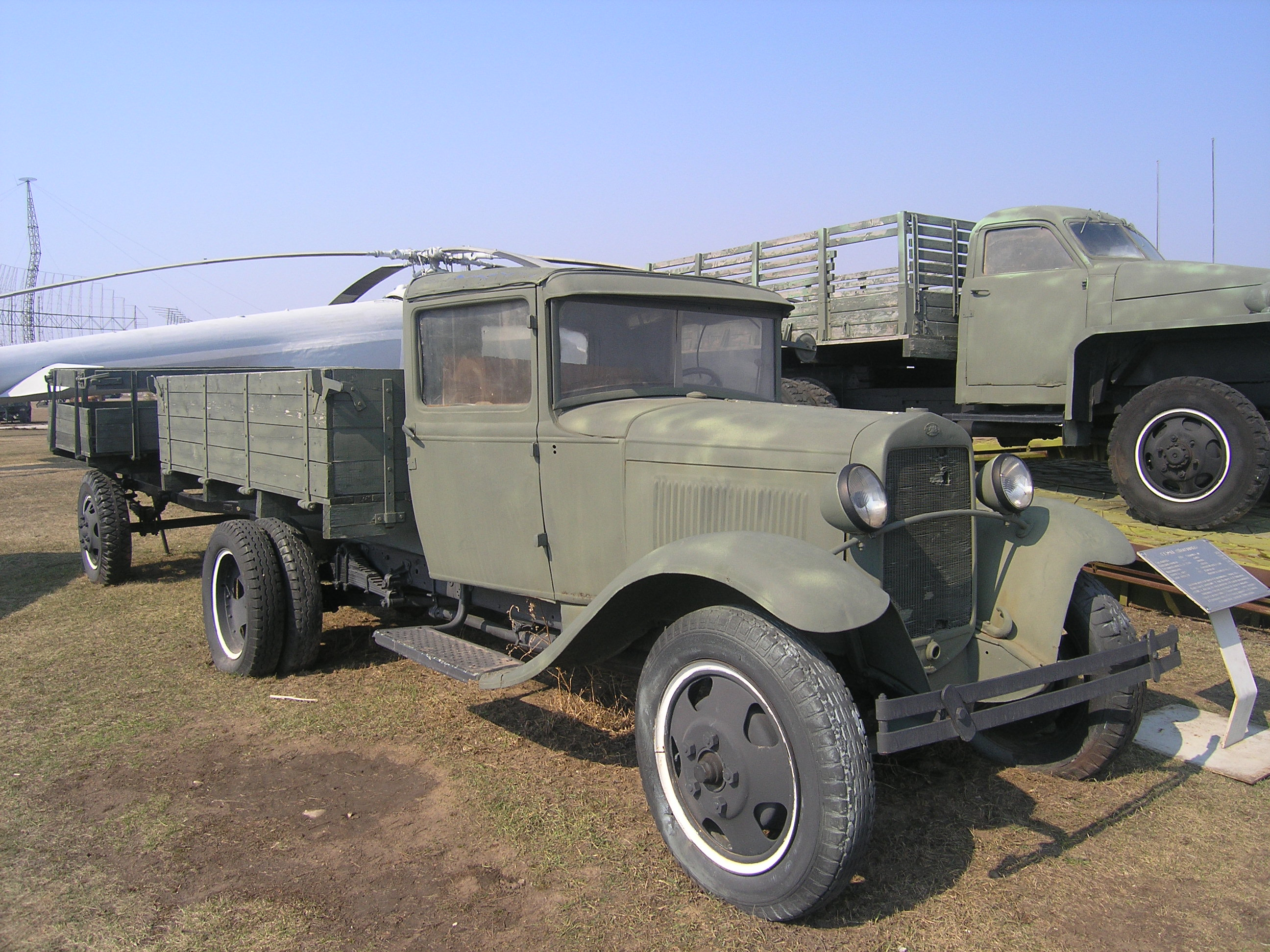
Der Lastwagen GAZ-AA auf dem das Halbkettenfahrzeug basierte

Der GAZ-60 (russisch ГАЗ-60) war ein sowjetisches Halbkettenfahrzeug auf Basis des Lastwagens GAZ-AA, welches 1939 in Serie gefertigt wurde. Studien und Prototypen reichen bis in das Jahr 1933 zurück. Mit einer verbesserten Version GAZ-60P versuchte man 1940/41 die gravierenden Mängel des Fahrzeugs zu beheben, was jedoch nur sehr bedingt gelang.

## Geschichtliches
Bereits in den späten 1920er Jahren hatte man im Institut für Fahrzeugbau NATI erste Experimente mit Halbkettenfahrzeugen nach Vorbild der Citroën-Kégresse Halbkettenfahrzeuge unternommen. Zunächst war der Personenwagen GAZ-A Basis, ab 1933 gab es erste Versuche mit dem Lastwagen GAZ-AA. Der so entstandene Prototyp, der NATI-3, ging jedoch nicht in Serie. Stattdessen unterzog man ihn ab 1933 ausgiebigen Tests, die unter anderem die Teilnahme an einer Expedition auf die arktische Komsomolez-Insel beinhalteten. 
Im Jahr 1936 baute man einen weiteren Prototyp, den NATI-W3. Wie sein Vorgänger auch nutzte er den Lastwagen GAZ-AA als Basis, abgesehen vom Kettenfahrwerk wurden im Vergleich nur Detailänderungen vorgenommen. Dieses Fahrzeug wurde für eine Serienfertigung akzeptiert, der Auftrag erging am 15. Januar 1938 an das Gorkowski Awtomobilny Sawod. Dort erhielt das Projekt auch seinen endgültigen Namen, GAZ-60.
Hier unternahm man einige weitere Modifikationen am Fahrzeug, unter anderem verbesserte man das Kühlsystem des Serienlastwagens. Außerdem verbaute man bereits den stärkeren Motor des GAZ-MM. Das Raupenfahrwerk wurde mit je zwei Antriebsrädern pro Seite aufgebaut, auf denen die Ketten durch Reibung hafteten. Eine Verzahnung erfolgte nicht. Pro Fahrwerk gab es vier Stützrollen sowie eine Vorrichtung zur Regulierung der Kettenspannung. Im Oktober 1938 hatte man bei GAZ eigene Prototypen gefertigt, 1939 erfolgte die Serienproduktion von insgesamt 692 Fahrzeugen, die danach an verschiedene Einheiten der Roten Armee geliefert wurden.
In der Folgezeit häuften sich die Reklamationen und Beschwerden aus den Truppenteilen, die die Fahrzeuge erhalten hatten. Insbesondere die schlechte Qualität der Raupenfahrwerke und die zu geringe Motorleistung wurde bemängelt. Häufig ergaben sich Probleme, weil allein die Reibung zwischen Ketten und Antriebsrollen nicht ausreichte, um die Antriebskräfte zu übertragen. Die Ketten rutschten oft, was ein Vorankommen des Fahrzeugs verhinderte. Insbesondere im Winterkrieg gegen Finnland machte sich dieser Mangel bemerkbar. Schließlich verlangte die Armee eine neue, verbesserte Variante des Fahrzeugs, bei der Ketten und Antriebsräder verzahnt sein sollten. GAZ fertigte daraufhin 1940 einen Prototyp, den GAZ-60P. Obwohl auch von dieser Version letztlich 200 Stück gebaut wurden, gelang es nicht, die grundlegenden Probleme des Fahrzeugs zu lösen. Ähnliche Probleme traten auch bei den anderen sowjetischen Halbkettenfahrzeugen dieser Epoche, dem ZIS-22 und dem ZIS-42 auf.

## Technische Daten
- Motor: Reihen-Vierzylinder Ottomotor
- Hubraum: 3,285 l
- Leistung: 50 PS (37 kW)
- Verdichtung: 4,6:1
- Treibstoffverbrauch: 55–60 l/100 km
- Tankinhalt: 100 l
- Höchstgeschwindigkeit: 35 km/h
- Getriebe: manuell, 4 Vorwärtsgänge, 1 Rückwärtsgang

Abmessungen und Gewichte
- Länge: 5300 mm
- Breite: 2085 mm
- Leergewicht: 3375 kg
- Zuladung: 1300 kg

## Sonstiges
Mit weniger als 1000 gebauten Exemplaren blieb der GAZ-60 eine Seltenheit. Zumeist wurden leichte Flugabwehrgeschütze auf seiner Ladefläche montiert. Nicht ein einziges Exemplar war bei Ende des Zweiten Weltkrieges noch erhalten.
Vor dem Krieg versuchte man, wie auch beim Standardlastwagen, das Halbkettenfahrzeug mit einem Holzgasgenerator auszurüsten, da es speziell in entlegenen Regionen noch Probleme mit der Kraftstoffversorgung gab. Weil der Leistungsverlust des eh schon schwachen Motors gegenüber der Benzinvariante jedoch zu groß war unterließ man eine Serienfertigung.
Im Gegensatz zum Standardlastwagen wurden am GAZ-60 keine durch Materialknappheit bedingten Vereinfachungen vorgenommen. Eine der wenigen Änderungen gegenüber dem LKW war eine Höherlegung der vorderen Kotflügel, die ihre Grundform jedoch behielten. Als Zusatzausrüstung wurden Stahlblechski gefertigt, die unter die Vorderräder montiert werden konnten.